# Fire Phone
Fire Phone é um smartphone desenvolvido pela Amazon.com com efeito 3D sem óculos. Foi anunciado em 18 de junho de 2014, e marca a primeira incursão da Amazon no mercado de smartphone, após o sucesso dos tablets Kindle executando o FireOS. Ele estava disponível para pré-encomenda no dia em que foi anunciado. No Estados Unidos, foi lançado como um AT&T exclusivo em 25 de julho de 2014.
O telefone é notável por sua marca característica "perspectiva dinâmica": por meio de quatro câmeras voltados para a frente e o giroscópio para controlar os movimentos do usuário, o sistema operacional ajusta a interface do usuário para que ele dê a impressão de profundidade e 3D. Outros notáveis Amazon serviços no telefone incluem X-Ray, utilizado para a identificação e localização de informações sobre a mídia; Mayday, a ferramenta de serviço ao cliente 24 horas por dia; e Firefly, uma ferramenta que reconhece automaticamente texto, sons e objetos, em seguida, oferecendo uma maneira de comprar itens reconhecidos através da loja online da Amazon.
Amazon não divulgou números de vendas para qualquer um dos seus dispositivos, mas baseado que seus preços rapidamente entraram em declínio, os analistas julgaram que não foi bem sucedido comercialmente . Amazon parou de vender o telefone em agosto de 2015, e, ainda não anunciou um modelo de seguimento, levando a especulações da imprensa de que o dispositivo foi cancelado.